# Gordana Špoljar Andrašić
Gordana Špoljar Andrašić (Molve, 24. listopada 1965.) hrvatska je vizualna umjetnica. Kombinira slikarstvo, kolaž, fotografiju, instalacije i ambijentalne intervencije. Članica je Hrvatske zajednice samostalnih umjetnika (HZSU), Hrvatskog društva likovnih umjetnika (HDLU) i Atelijera Koprivnica.
Svojim radom istražuje teme memorije, vremena i materijalne prolaznosti, često koristeći minimalizam i simboliku prirodnih elemenata. Tijekom svoje karijere izlagala je na više od šezdeset samostalnih izložbi te sudjelovala na brojnim grupnim izložbama u Hrvatskoj i inozemstvu.

## Životopis
Gordana Špoljar Andrašić diplomirala je povijest umjetnosti i etnologiju na Filozofskom fakultetu Sveučilišta u Zagrebu.

## Umjetnički rad i stvaralaštvo
Serija radova Stabla (2003.) tematizira odnos između strukture prirode i umjetničkog izraza, gdje se motiv stabla razrađuje kao vizualni simbol povezanosti između zemlje i neba. Umjetnica u ovom ciklusu istražuje proces apstrahiranja prirodnih oblika, pojednostavljujući ih do osnovnih vertikala koje tvore ritmičke kompozicije. Radovi se odlikuju iracionalnim strukturama u kojima se biljna obilježja osamostaljuju u nove mogućnosti, naglašavajući organičke forme i simboliku rasta. Umjetnica postupno pretvara oblik stabla u druge oblike, svodeći ga na linije i ploha, čime stvara ritmičke i dinamične kompozicije.
Gordana Špoljar Andrašić istražuje tematiku memorije kroz sintezu osobnog i kolektivnog sjećanja. U svom radu koristi fragmente obiteljskih fotografija, slojevite materijale i repetitivne oblike koji predstavljaju procese pamćenja i zaborava. Njene bijele slike nastaju kroz proces kolažiranja, crteža i grafičkih tehnika na celuloznim površinama, čime postiže efekt slojevitih vizualnih zapisa. U novijim radovima Špoljar Andrašić kombinira slike, tekst i materijale kako bi istražila koncept 'bijele memorije' – prostora u kojem se osobna i povijesna sjećanja međusobno isprepliću. Njeni radovi ne funkcioniraju kao klasične slike, već kao prostori ispunjeni značenjem koji nastoje potaknuti introspekciju i meditativni doživljaj.
Umjetnički rad Špoljar Andrašić kroz godine je prešao iz realističnog prema apstraktnom. Ova transformacija kulminirala je u seriji tzv. 'bijelih slika' u kojima umjetnica radi sa slojevitim dimenzijama memorije i osobnog sjećanja. Umjesto narativnih ili deskriptivnih elemenata, fokus je na suptilnim vizualnim metaforama koje navode na introspekciju. 'Bijela memorija' postaje ključni koncept u njenom radu, gdje se slojevitost materijala – papira, celuloze i kolaža – koristi za asocijaciju između prošlosti i sadašnjosti.
U ciklusu Memorabilijar Špoljar Andrašić koristi krhke materijale poput paus papira i grafitnih linija, čime postiže dojam nestvarnih vizualnih zapisa. Ovi radovi funkcioniraju kao prostori osobnog i kolektivnog sjećanja, gdje bijelina nije praznina, već aktivni element koji simbolizira slojevitost pamćenja i trajanje kroz vrijeme.
Godine 2022. objavila je umjetničku knjižicu Welcome to my mind, zbirku slikopisa nastalih tijekom pandemije. Retrospektivna izložba Okrhak memorije II iz 2023. godine predstavila je pregled njenog dosadašnjeg stvaralaštva u zagrebačkoj Galeriji Prsten.
Godine 2022. umjetnica je osvojila Nagradu publike na izložbi One su tu, koja je predstavljala recentnu umjetnost suvremenih hrvatskih umjetnica. Godine 2017. dobila je pohvalu žirija na Prvom salonu minijaturne umjetnosti "RIJEKA Mini Art" u kategoriji crteža.

## Samostalne izložbe
- 2024. – Beneath the Surface: Coral Chronicles, SebastianArt Gallery, Dubrovnik
- 2023. – Tamna materija, Galerija K2, Križevci
- 2023. – Arbor Vitae, Galerija Koprivnica; Museum Croata insulanus Prelog; Galerija MMC ULIKA Bale
- 2023. – Okrhak memorije II, Galerija Prsten, HDLU, Zagreb
- 2022. – Welcome to my mind, Koprivnička sinagoga – Kulturni centar prim. dr. Krešimir Švarc, Koprivnica
- 2022. – Green and the space between, Muzej Međimurja Čakovec
- 2022. – Odslici prolaznosti, Između Crta galerije Crta, Zagreb
- 2021. – Okrhak memorije, Muzej Grada Đurđevca
- 2020. – Okrhak memorije II, Koprivnička sinagoga – Kulturni centar prim. dr. Krešimir Švarc, Koprivnica
- 2020. – Okrhak memorije, Gradska loža, Narodni muzej, Zadar
- 2019. – Izgubljeno/a u vremenu, Sveučilište Sjever, Koprivnica
- 2018. – Poklisari mira, Galerija Sebastian, Dubrovnik
- 2018. – Memorabilijar, Gradsko groblje "Pri Sv. Duhu", Koprivnica, u sklopu organizacije "Association of significant cemeteries in Europe" ("ASCE")
- 2017. – Memorabilijar, Galerija Koprivnica
- 2016. – Memorabilia-Ragusa, Galerija Sebastian, Dubrovnik
- 2016. – Memorabilijar, Galerija "Zlati Ajngel", Varaždin
- 2015. – Memorabilia IV, Galerija "Laza Kostić", Sombor
- 2015. – Crtice, rukopisi, Galerija Badrov, Zagreb
- 2014. – Memorabilia III, Abbaye Romane d'Alspach, Kaysersberg, Francuska
- 2014. – Memorabilia III/horror vacui, Sinagoga, Koprivnica
- 2014. – Memorabilia II, Galerija "Vladimir Filakovac", Zagreb
- 2012. – Les cericales des forets bleues, Salle de la Decapole, Turcheim, Francuska
- 2011. – Stabla, Galerija "Mala galerija", Poreč
- 2011. – Memorabilijar, Galerija "Ilija Šobajić", Nikšić; Galerija MMC, Rovinj
- 2009. – Trees, Himmelberger Gallery, San Francisco
- 2008. – Passion Christi, Ganggalerie Salvator, Graz; Stiftgalerie des Bildungshausses St. Georger, St. Georgen am Langsee
- 2008. – Stabla, Galerija "Vladimir Filakovac", Zagreb
- 2007. – Stabla, Galerija S, Koprivnica
- 2007. – Šuma, Ex Libris, Đurđevac
- 2006. – Vegetation, Landhaus Galerie, Klagenfurt
- 2005. – Stabla, Galerija Stančić, Zagreb
- 2004. – Vertikale plavih šuma, Galerija "Zlati Ajngel", Varaždin
- 2003. – Stabla, Centar za kulturu, Čakovec; Galerija sv. Ivan Zelina, Sv. Ivan Zelina; Galerija Koprivnica, Koprivnica; Galerija "Filodrammatica", Rijeka; Galerija FER, Zagreb
- 2003. – Trees, Gallery Europe, Palo Alto, California
- 2002. – Stabla, Galerija Gradskog muzeja Bjelovar, Bjelovar
- 2002. – Hebdomada sancta, Muzej grada Koprivnice, Koprivnica
- 2001. – Vegetacija, Galerija "Piramida", Maribor
- 2001. – Flora, Narodna knjižnica i čitaonica Crikvenica, Crikvenica; Galerija "Stari grad", Đurđevac
- 2001. – Odaja tame i svjetlosna nit, Galerija ZB Art, Ludbreg
- 2001. – Od živog stabla do drva života, Galerija Sv. Ivan Zelina, Sv. Ivan Zelina
- 2000. – Passion Christi, Galerija crkvice Sv. Ivan, Sutivan na Braču
- 2000. – Flora, Galerija Koprivnica, Koprivnica
- 1999. – Umjetnost na strani srca, Galerija Kordić, Velika Gorica
- 1998. – U slavu ženstva, Izložbeni prostor poslovne zgrade "Podravka", Koprivnica
- 1997. – Posvećeno G. Sand, Galerija "Stari grad", Đurđevac
- 1994. – Tijelo žene po instimističkoj mjeri, Likovna galerija Križevci, Križevci; Galerija Gradskog muzeja Bjelovar, Bjelovar; Galerija Koprivnica, Koprivnica
- 1989. – Oslobađanje ženstva, Izložbeni prostor poslovne zgrade "Podravka", Koprivnica
- 1988. – Belladonna, Knjižnica "Linea", Bjelovar; "Sirela", Bjelovar
- 1985. – Elfi, OŠ Molve, Molve

## Grupne izložbe
- 2024. – Međunarodna izložba "4. džepno izdanje", Narodna knjižnica Grad, Dubrovnik
- 2024. – Galerija S: Grafike suvremenih autora, Oris Kuća Arhitekture
- 2024. – Art Zagreb, Meštrovićev paviljon/HDLU, Zagreb
- 2024. – Minimalizam, Galerija HDLU-a Istre, Pula [17]
- 2024. – Godišnja izložba članova Ateliera Koprivnica, AK Galerija, Koprivnica
- 2024. – 6. međunarodni trijenale autoportreta „Autoportret kao intimni vremeplov“, Galerija Prica i Mala dvorana Galerije Prica, POU Samobor[18]
- 2024. – Toranj žena; ženstvena umjetnost, Kula sv. Martina, Buje
- 2024. – Godišnja izložba članova HDLU-a, HDLU, Zagreb
- 2024. – Autentičnost leži u oku promatrača, Galerija HDLU Istre, Pula
- 2024. – 7. Art Fair Nesvrstani (u sklopu Galerije S), Lauba, Zagreb
- 2023. – Godišnja izložba članova HDLU-a, HDLU, Zagreb
- 2022. – 9. hrvatski trijenale akvarela, Galerija "PM" HDLU (Zagreb), Galerija V. Karas (Karlovac), Galerija umjetnina grada Slavonskog Broda (Slavonski Brod)[19]
- 2022. – 58. Castrum Vallis - Razgovori s pčelama, Galerija MMC ULIKA, Bale
- 2022. – Drava Art Biennale, Muzej likovnih umjetnosti, Osijek
- 2022. – 8. International Biennial "The Art of Miniature", Ruse Art Gallery, Ruse, Bugarska
- 2021. – Godišnja izložba članova Ateliera Koprivnica, AK Galerija, Koprivnica
- 2021. – Drava Art Biennale, Galerija Koprivnica[20]
- 2021. – Izložba: Dvije periferije, Gradski Muzej Križevci
- 2021. – One su tu, Galerija likovnih umjetnosti "Slavko Kopač", Vinkovci
- 2020. – 55. zagrebački salon – primijenjene umjetnosti i dizajn: "Puls trenutka ili što vas pokreće", Tehnički muzej Nikola Tesla, Zagreb[21]
- 2020. – Godišnja izložba članova HDLU-a, HDLU, Zagreb
- 2019. – Godišnja izložba članova Ateliera Koprivnica, AK Galerija, Koprivnica
- 2018. – Drugi salon umjetnosti minijature, Galerija Juraj Klović, Rijeka
- 2018. – Kulturoš - u tuđem prostoru, Muzej Međimurja, Čakovec
- 2018. – Sve pršti od sreće, Gradska galerija Labin, Labin
- 2018. – Dani otvorenih vrata Ateliera Koprivnica, AK Galerija, Koprivnica
- 2018. – Godišnja izložba članova HDLU-a, HDLU, Zagreb
- 2017. – 6. International Biennial "The Art of Miniature", Ruse Art Gallery, Ruse, Bugarska
- 2017. – Prvi salon minijaturne umjetnosti, Galerija Juraj Klović, Rijeka
- 2017. – Dani otvorenih vrata Ateliera Koprivnica, AK Galerija, Koprivnica
- 2017. – Godišnja izložba članova HDLU-a, HDLU, Zagreb
- 2017. – Drava Art Biennale, gradski park, Koprivnica
- 2016. – Uokvirena pozivnica, Galerija "Stari Grad", Đurđevac
- 2016. – Dani otvorenih vrata Ateliera Koprivnica, AK Galerija, Koprivnica
- 2016. – Godišnja izložba članova HDLU-a, HDLU, Zagreb
- 2015. – Dani otvorenih vrata Ateliera Koprivnica, AK Galerija, Koprivnica
- 2015. – Godišnja izložba članova HDLU-a, HDLU, Zagreb
- 2015. – Uokvirena pozivnica, Galerija "Stari Grad", Đurđevac
- 2014. – Blistavost i tajanstvo bjeline, Dvor Barnagor, Čepelovec
- 2014. – Dani otvorenih vrata Ateliera Koprivnica, AK Galerija, Koprivnica
- 2014. – Uokvirena pozivnica, Galerija "Stari Grad", Đurđevac
- 2013. – Dani otvorenih vrata Ateliera Koprivnica, AK Galerija, Koprivnica
- 2013. – Godišnja izložba članova HDLU-a, HDLU, Zagreb
- 2013. – Uokvirena pozivnica, Galerija "Stari Grad", Đurđevac
- 2012. – Uokvirena pozivnica, Galerija "Stari Grad", Đurđevac
- 2012. – Defragmentiranje osobnosti, Centar za kulturu, Čakovec
- 2012. – Uokvirena pozivnica, Galerija "Stari Grad", Đurđevac
- 2011. – Defragmentiranje osobnosti, Galerija Koprivnica, Koprivnica
- 2011. – Krhki trag - jaki znak, Multimedijalni centar, Rovinj
- 2011. – Godišnja izložba članova HDLU-a, HDLU, Zagreb
- 2011. – Uokvirena pozivnica, Galerija "Stari Grad", Đurđevac
- 2010. – Uskrsna izložba, Galerija Vladimir Filakovac, Zagreb
- 2010. – Izbor iz fundusa Galerije Vladimir Filakovac, Galerija Vladimir Filakovac, Zagreb
- 2010. – Godišnja izložba članova HDLU-a, HDLU, Zagreb
- 2010. – Uokvirena pozivnica, Galerija "Stari Grad", Đurđevac
- 2009. – Uokvirena pozivnica, Galerija "Stari Grad", Đurđevac
- 2008. – Godišnja izložba članova HDLU-a, HDLU, Zagreb
- 2005. – Pasionski motivi - III. natječajna izložba pasionske baštine, Muzej Mimara, Zagreb
- 2004. – Ja trebam Dravu, Drava treba mene, Galerija Koprivnica, Koprivnica
- 1997. – Galerija gradskog muzeja Bjelovar, Bjelovar
- 1996. – Zaklada "Gospa od utočišta" Aljmaš, Galerija likovnih umjetnosti Osijek, Osijek
- 1996. – Izložba slika iz zbirke 117. "R" brigade, Dom hrvatske vojske, Koprivnica
- 1996. – Narodno sveučilište "Dragutin Novak", Ludbreg
- 1995/96. – Galerija "Županijske komore Koprivnice", Koprivnica
- 1995. – Smotra radova podravskih umjetnika, Galerija "Stari Grad", Đurđevac
- 1994. – Podravci za osječko kazalište, Galerija likovnih umjetnosti Osijek, Osijek
- 1993. – Kunst und Handwerk, Galerie Dismund Dart, Stadhagen
- 1992. – Motivi iz Podravine, OŠ Molve, Molve
- 1992. – 1. Likovni susret tragom "Zemlje", Galerija Koprivnica, Koprivnica
- 1989. – Svjetski biennale hrvatske umjetnosti - Horizonti, Metro Toronto Convention Centre, Toronto; Robson Square Media Centre, Vancouver; Calgary Convention Centre, Calgary
- 1985/86. – 15. izložba zajednice likovnih radnika Zagreb, Europski dom, Zagreb
- 1984. – Smotra likovnih umjetnika, Likovna galerija Križevci, Križevci

## Vanjske poveznice
- Službena web stranica umjetnice
- Gordana Špoljar Andrašić na HDLU.hr